# Asociación Club Deportivo Juan Pablo II College
L'Asociación Club Deportivo Juan Pablo II College, nota anche come Juan Pablo II College è una società calcistica peruviana con sede nella città di Chongoyape. Milita in Liga 2, la seconda serie del campionato peruviano di calcio.

## Storia
Fondata nel 2015 su iniziativa della stessa istituzione educativa (IEP Juan Pablo II College), l'accademia ha iniziato a partecipare alla seconda divisione della lega distrettuale di Chongoyape, inizialmente con lo scopo di far partecipare gli studenti di detta istituzione allo sport accademia, anche se in seguito fu consentita l'assunzione di giocatori e atleti per raggiungere migliori risultati nella Copa Perú. La squadra era inizialmente guidata dal direttore tecnico Milton Pérez Cocha.
Solo nel 2022, anno nel quale riprenderanno le competizioni distrettuali dopo la pandemia di COVID-19, la squadra diventerà rilevante. Il Collegio Juan Pablo II è riuscito a classificarsi secondo nella prima divisione del suo distretto, ottenendo l'accesso alla Fase Provinciale della Copa Perú. La squadra ha raggiunto il quarto turno, venendo eliminata in quella fase contro il Club Deportivo Boca Juniors de Chiclayo.
Per l'anno 2023, il Collegio Juan Pablo II ha iniziato la sua partecipazione alla fase distrettuale, dimostrando di poter avanzare alla Fase Provinciale dopo aver ottenuto il terzo posto nella sua lega.
Nella fase provinciale la squadra è riuscita a superare tutte le fasi, battendo squadre come l'Atlético Milan de Pampa Grande e lo Sport Cristal de Picsi. In finale hanno affrontato il Deportivo Lute Zaña di Chiclayo, contro il quale sono stati sconfitti 2-1. Nonostante la sconfitta, la squadra ha ottenuto l'accesso alla Fase Dipartimentale come seconda classificata.
Nella fase a gironi della lega dipartimentale di Lambayeque, il Collegio Juan Pablo II ha affrontato Cruz de Chalpón de Motupe, Intocables FC de Ferreñafe ed il Rayos X Medicina di Chiclayo nel Gruppo D. La squadra è arrivata ai quarti di finale e ha affrontato l'Unión Atahualpa dello stesso distretto, sconfiggendolo e avanzano al prossimo turno. In semifinale si sono incontrati di nuovo con Cruz de Chalpón, dove il punteggio complessivo è stato 1-1, ma il Collegio Juan Pablo II si è qualificato, vincendo ai rigori 3-1. In finale hanno incontrato il Club Juventud La Joya, in unico incontro, dove hanno ottenuto il trofeo dopo aver vinto 2-1 grazie alle reti di Luis Chuna e Franco Echandía.
Nella Copa Perú 2023 alle semifinali del torneo hanno affrontato l'FC San Marcos di Ancash, conquistando dunque l'accesso alla finale nazionale, conclusa con un pareggio per 2-2 e 6-5 a rigori in favore del FC San Marcos, ma che ha visto il club centrare la promozione in Segunda División.
Classificatosi secondo nella fase finale della Liga 2 e dopo aver battuto il Comerciantes ai rigori, Juan Pablo II ottenne la promozione in massima divisione.

## Strutture

### Stadio
Il Juan Pablo II College disputa le proprie gare casalinghe allo stadio Municipal de la Juventud di Chongoyape.

## Allenatori
Di seguito l'elenco degli allenatori del Juan Pablo II College.
- Milton Pérez Cocha (2015-2017)
- Almiro Rios Villarreal (2022)
- Alejandro Vásquez (2023)
- Edwin Zelada (2023)
- Daniel Valderrama (2023)
- Santiago Acasiete (2024-)

## Palmarès
- Lega dipartimentale di Lambayeque: 1

2023